# Vaux-Andigny
Vaux-Andigny (früher: Vaux-en-Arrouaise) ist eine französische Gemeinde mit 923 Einwohnern (Stand: 1. Januar 2022) im Département Aisne in der Region Hauts-de-France. Sie gehört zum Arrondissement Vervins, zum Gemeindeverband Thiérache Sambre et Oise und zum Kanton Guise.

## Geographie
Die Gemeinde Vaux-Andigny liegt in der Thiérache, 27 Kilometer nordöstlich von Saint-Quentin und 29 Kilometer südöstlich von Cambrai. Nachbargemeinden von Vaux-Andigny sind Molain im Norden, La Vallée-Mulâtre im Osten, Mennevret im Osten und Südosten, Seboncourt im Süden, Bohain-en-Vermandois im Südwesten und Westen, Becquigny im Westen sowie Busigny im Westen und Nordwesten.

## Bevölkerungsentwicklung
| Jahr                       | 1962 | 1968 | 1975 | 1982 | 1990 | 1999 | 2006 | 2012 | 2022 |
| -------------------------- | ---- | ---- | ---- | ---- | ---- | ---- | ---- | ---- | ---- |
| Einwohner                  | 1006 | 926  | 854  | 847  | 833  | 902  | 967  | 961  | 923  |
| Quellen: Cassini und INSEE |      |      |      |      |      |      |      |      |      |

## Sehenswürdigkeiten
- Kirche Saint-Médard
- Kapelle
- Mahnmal für die Resistance und Stele für Gédéon Poizot, Kämpfer der Resistance

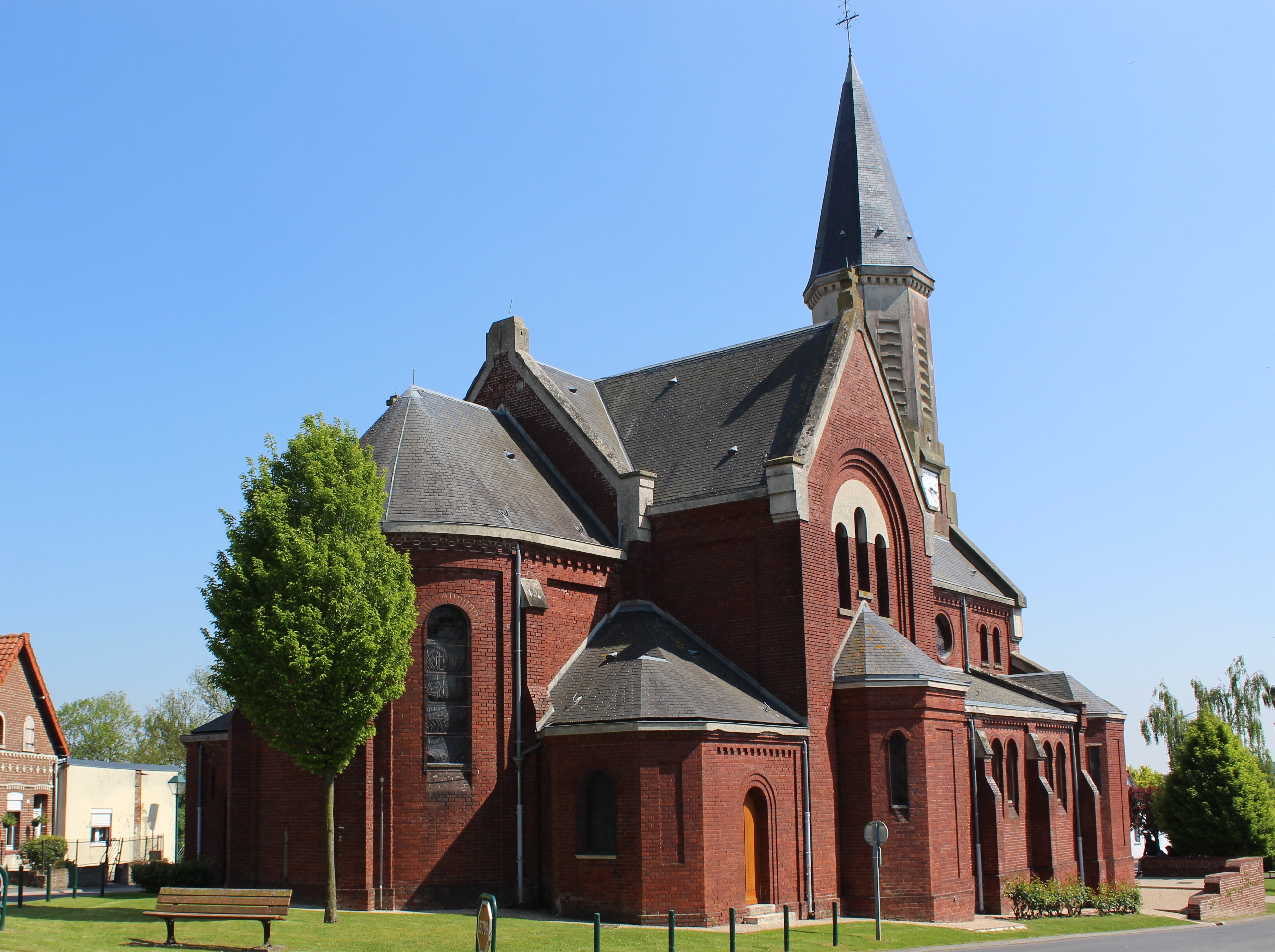
Kirche Saint-Médard
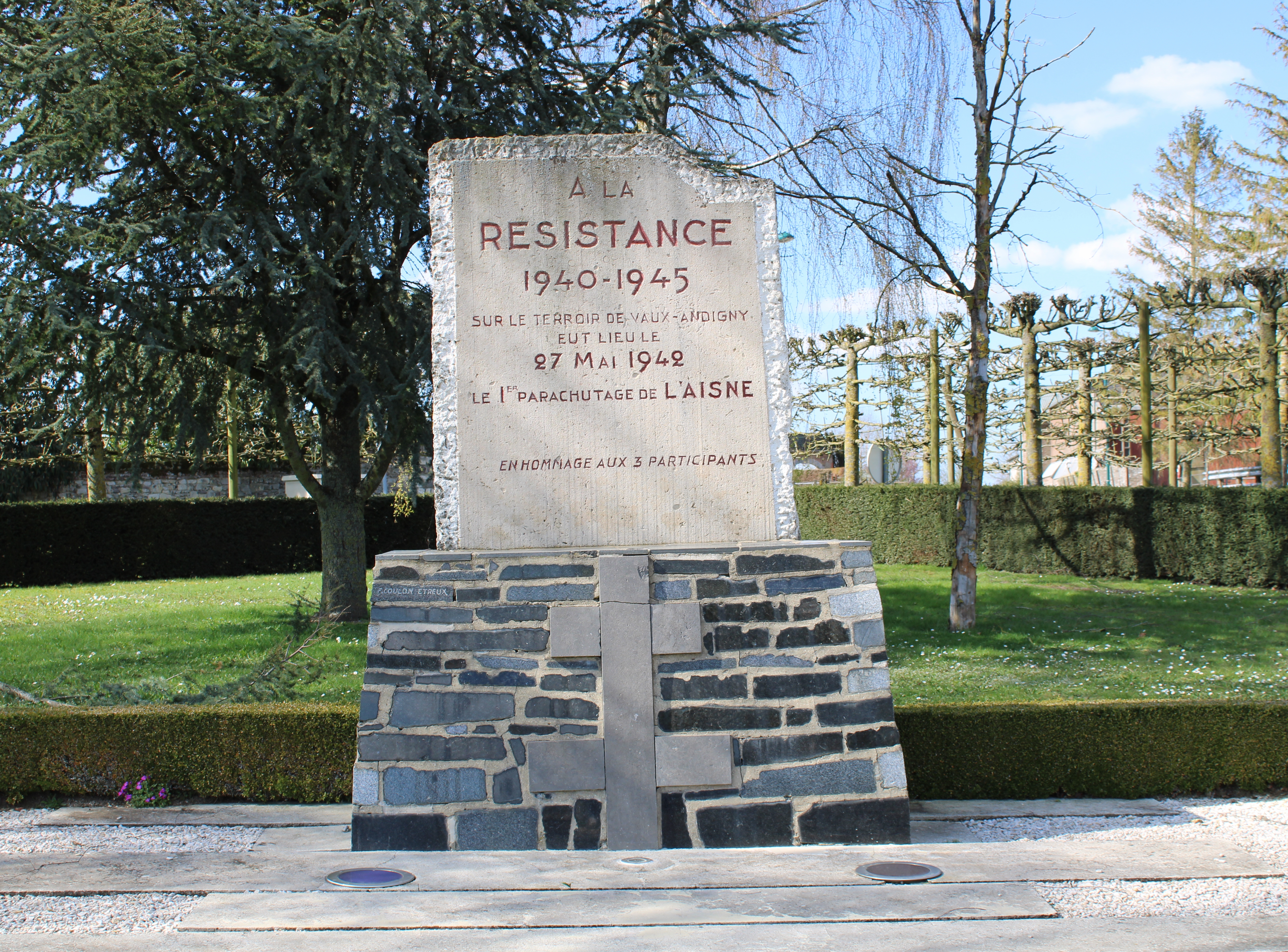
Resistance-Mahnmal
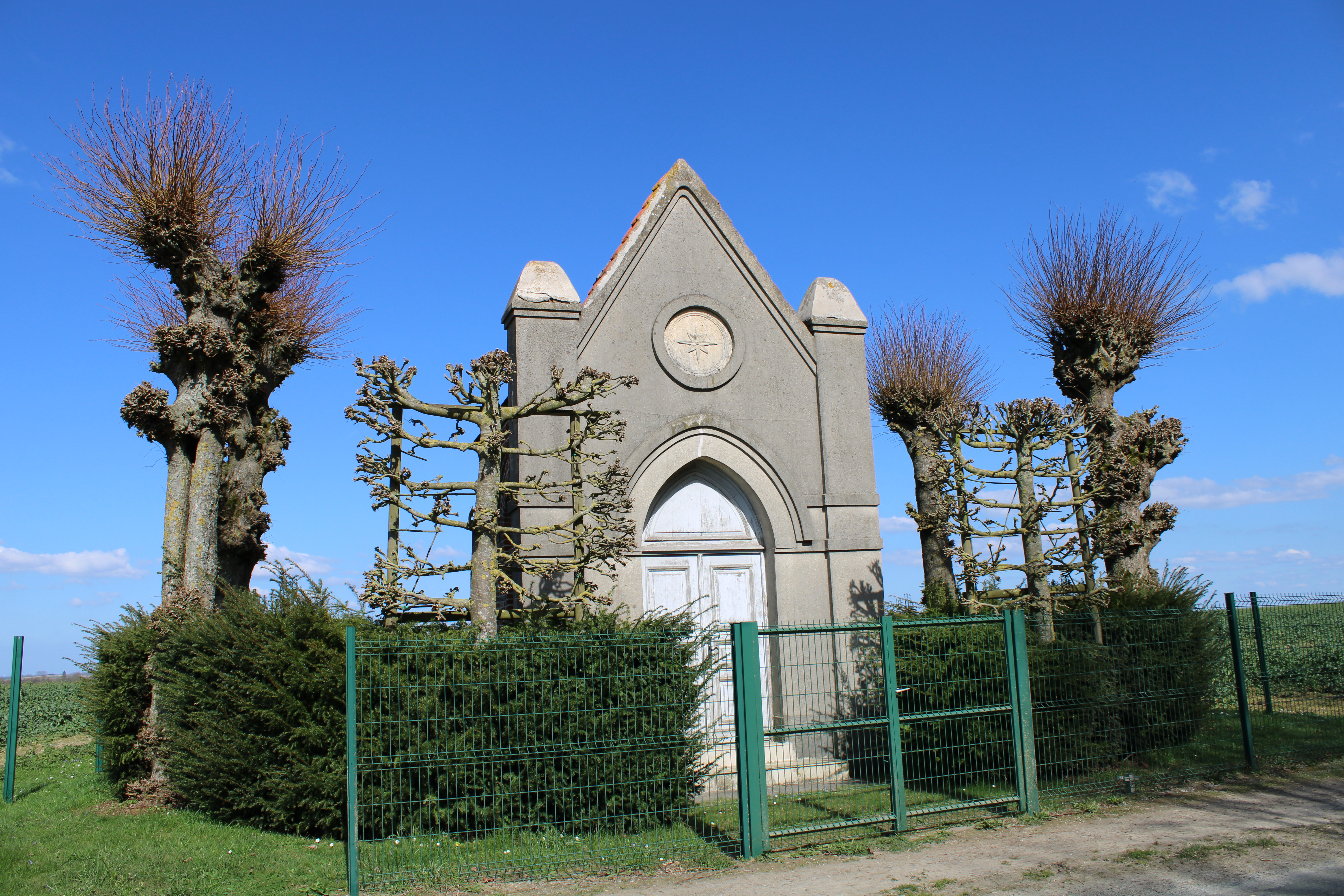
Kapelle